# Baltazar Porras
Baltazar Enrique Porras Cardozo (Caracas, 10 de octubre de 1944) es un profesor, teólogo, locutor y eclesiástico católico venezolano. Fue arzobispo de Caracas, desde 2023 hasta 2024; de la cual fue administrador apostólico, entre 2018 y 2023. Fue arzobispo de Mérida, de 1991 a 2023 y obispo auxiliar, entre 1983 a 1991.

## Biografía

### Primeros años
Baltazar Enrique nació el 10 de octubre de 1944, en la ciudad venezolana de Caracas. Hijo primogénito del matrimonio de Baltazar Porras Porras y Blanca Luz Cardozo Heredia, siendo el mayor de ocho hermanos. Fue bautizado y confirmado el 6 de mayo de 1945, en la Catedral de San Cristóbal, a manos de Rafael Arias Blanco. Recibió la Primera comunión, el 8 de diciembre de 1952, en la Capilla del Colegio Fray Luis de León de Caracas. 

### Formación
Realizó su formación primaria en el Instituto Escuela Guárico, San Juan de los Morros (2.º grado; 1951-1952), el Colegio Fray Luis de León (3.º y 4.º grado; 1952-1954), en la Escuela Parroquial Santa Teresa (5.º grado; 1954-1955) y en el Seminario Menor Interdiocesano de Caracas (6.º grado; 1955-1956). 
Realizó su formación secundaria en el Seminario Menor Interdiocesano de Caracas (1.º, 2.º y 3.º; 1956-1959) y en el Seminario Mayor Interdiocesano de Caracas (4.º y 5.º; 1960-1962), donde obtuvo el Bachiller en Humanidades.
Realizó los estudios de pregrado en Filosofía, en el Seminario Mayor Interdiocesano de Caracas (1959-1962) y de Teología, en la Universidad Pontificia de Salamanca (1962-1966), donde obtuvo la licenciatura en Teología, con honor magna cum laude, con la obra: El diálogo, realidad salvífica y existencial.
En el Instituto de Mejoramiento Profesional del Magisterio, Caracas (1970-1975); obtuvo el título de Profesor de Educación Secundaria, con mención en Geografía e Historia.
Realizó estudios de postgrado en el Instituto Superior de Pastoral de la Universidad Pontificia de Salamanca, en Madrid; donde obtuvo el doctorado en Teología Pastoral (1975-1977), con el trabajo: Diagnóstico teológico-pastoral de la Venezuela contemporánea desde la documentación episcopal venezolana y desde la teología latinoamericana.
Realizó estudios de francés en el Instituto Católico de París (1964) y en Alianza francesa de Paris (1965). Posteriormente realizó estudios de inglés, en el Trinity College, Dublín (1976).
También es locutor certificado por el Ministerio de Transporte y Comunicaciones, el 24 de abril de 1987.
Realizó estudios en Ciencias Humanas, por la Universidad de Los Andes, donde obtuvo el doctorado.

## Vida religiosa
El 24 de octubre de 1958, en la Capilla del Seminario Interdiocesano de Caracas, le fue impuesta la sotana, a manos del arzobispo Rafael Arias Blanco.
El 14 de abril de 1963, en la Catedral Vieja de Salamanca, adopta la primera tonsura clerical, a manos del obispo Francisco Barbado Viejo.
Recibió las órdenes menores del Ostiariado y Lectorado el 13 de diciembre de 1964, en la Capilla del Colegio Padre Scío de los Padres Escolapios de Salamanca, a manos del obispo Adolfo Rodríguez.
El 17 de enero de 1965, en la Capilla del Seminario de Calatrava, Salamanca; recibió las órdenes menores del Exorcistado y Acolitado, a manos del obispo Mauro Rubio Repullés.
Fue ordenado subdiácono el 26 de junio de 1966, en la Capilla del Colegio Padre Scío de los Padres Escolapios de Salamanca, a manos del obispo de Plasencia.
El 30 de octubre de 1966 fue ordenado diácono, en la Catedral de Calabozo, a manos del obispo Miguel Antonio Salas.
- Diácono, profesor y miembro del equipo directivo del Seminario Menor de Calabozo (1966-1967).

- Profesor de francés en el Liceo Humboldt, Calabozo (1966-1967).
- Subdirector (1966-1968), profesor de Geografía e Historia (1966-1974) del Seminario Menor de Calabozo.

### Sacerdocio
Su ordenación sacerdotal fue el 30 de julio de 1967, a manos del obispo Miguel Antonio Salas, en la Catedral de Calabozo, a la edad de veintidós años.
Como sacerdote desempeñó los siguientes ministerios:
- Párroco de Ntra. Sra. de los Ángeles, Calabozo (1967-1969).
- Capellán del Hospital Mercedes de Calabozo (1969-1971).
- Canciller-Secretario de la Curia Episcopal de Calabozo (1968-1975).
- Catedrático de criteriología y ética (1969-1971) y director (1970-1974) del Seminario Menor de Calabozo.
- Director de Primaria (1968-1969) y Secundaria (1969-1971) en el Colegio Coromoto de Calabozo.
- Profesor de Psicología en Educación Normal (1969-1975) y director de Primaria, Secundaria y Normal (1974-1975) del Colegio Ntra. Sra. del Rosario de Calabozo.
- Asesor Diocesano del Movimiento de Cursillos de Cristiandad de la Diócesis de Calabozo (1969-1975).
- Presidente de la Seccional Guárico de la AVEC (1970-1971).
- Director del Secretariado Diocesano de Liturgia de Calabozo (1970-1975).
- Miembro directivo del Consejo de Pastoral (1971-1975).
- Representante por Venezuela al Tercer Encuentro Latinoamericano de Cursillos de Cristiandad en Itaici, Brasil (1972).
- Párroco de Ntra. Sra. de las Mercedes de Calabozo (1972-1975).
- Representante al Segundo Encuentro Mundial de Cursillos de Cristiandad en Palma de Mallorca, España (1973).
- Profesor en cátedra de estudio y comprensión del hombre del Instituto Universitario Tecnológico de Los Llanos en Calabozo (1974-1975).

#### Caracas
- Miembro del equipo directivo del Seminario Interdiocesano de Caracas (1978).
- Vicerrector del Seminario Interdiocesano de Caracas (1978-1979).[2]
- Profesor de Dogmática y Pastoral (1978-1983).
- Subdirector Académico del Seminario Interdiocesano de Caracas (1979-1981); a partir de 1981 Instituto Universitario Seminario Interdiocesano Santa Rosa de Lima de Caracas (1981-1982).
- Rector del Seminario San José para vocaciones de adultos de El Hatillo, Caracas (1979-1983).
- Miembro ex officio del Consejo Presbiteral de la Arquidiócesis de Caracas (1979-1983).
- Organización de Seminarios de Venezuela OSVEN: Vicepresidente (1978-1980).
- Organización de Seminarios de Venezuela OSVEN: Presidente (1981-1983).
- Vicepresidente de la Organización de Seminarios Latinoamericanos OSLAM (1982- 1983).
- Asesor de equipo del Movimiento de Cursillos de Cristiandad. Caracas (1979-1983).
- Director de la Revista de Teología Iglesia Pascual (1979-1981).
- Director de ADSUM, órgano oficial de la Arquidiócesis de Caracas (1982-1983).

## Episcopado

### Obispo Auxiliar de Mérida
El 23 de julio de 1983, el papa Juan Pablo II lo nombró Obispo Titular de Lamdia y Obispo Auxiliar de Mérida. Fue consagrado el 17 de septiembre de 1983, en la Catedral de Mérida; a manos del cardenal-arzobispo José Alí Lebrún.
Como obispo auxiliar desempeñó los siguientes ministerios:
- Vicario general y vicario episcopal de Medios de Comunicación Social y de Apostolado Seglar de la Arquidiócesis de Mérida (1983-1991).
- Secretario interino de la Conferencia Episcopal Venezolana y presidente de la Comisión Organizadora de la Visita Papal a Venezuela (1984-1985).
- Rector del Seminario Mayor Arquidiocesano de Mérida (1984-87).
- Presidente de la Comisión Episcopal de Apostolado Seglar de la CEV (1984-1987).
- Director del Centro de Estudios Teológicos Juan Pablo II de la Arquidiócesis de Mérida (1985-1991).
- Miembro del Consejo Fundacional de la Casa de la Cultura Juan Félix Sánchez de Mérida (1985-1999).
- Presidente de la Comisión Episcopal de Agentes y Responsable de la Sección de Apostolado Seglar de la CEV (1987-1990).
- Miembro de la Comisión Episcopal de Educación del CELAM (1987-1991).
- Miembro de la Comisión Permanente de la CEV (1987-1999).
- Cronista oficial de la Ciudad de Mérida (desde 1990).
- Presidente de la Comisión Episcopal de Fe y Liturgia y Responsable del Sector Liturgia de la CEV (1990-1993).
- Presidente de la Fundación Solidaridad de Mérida (1990-2001).

### Arzobispo de Mérida
El 30 de octubre de 1991,  el papa Juan Pablo II lo nombró Arzobispo de Mérida. Tomó posesión canónica el día 5 de diciembre del mismo año, durante una ceremonia en la Catedral Basílica de Mérida.
El 29 de junio de 1992, en la Solemnidad de los Apóstoles San Pedro y San Pablo, en una ceremonia en la Basílica de San Pedro, recibió la imposición del palio arzobispal de manos del papa Juan Pablo II.
Como arzobispo de Mérida, desempeñó los siguientes cargos y ministerios:
- Miembro por elección de la IV Conferencia General del Episcopado Latinoamericano en Santo Domingo (República Dominicana). Octubre de 1992.
- Vicepresidente de la CEV (1993-1999).

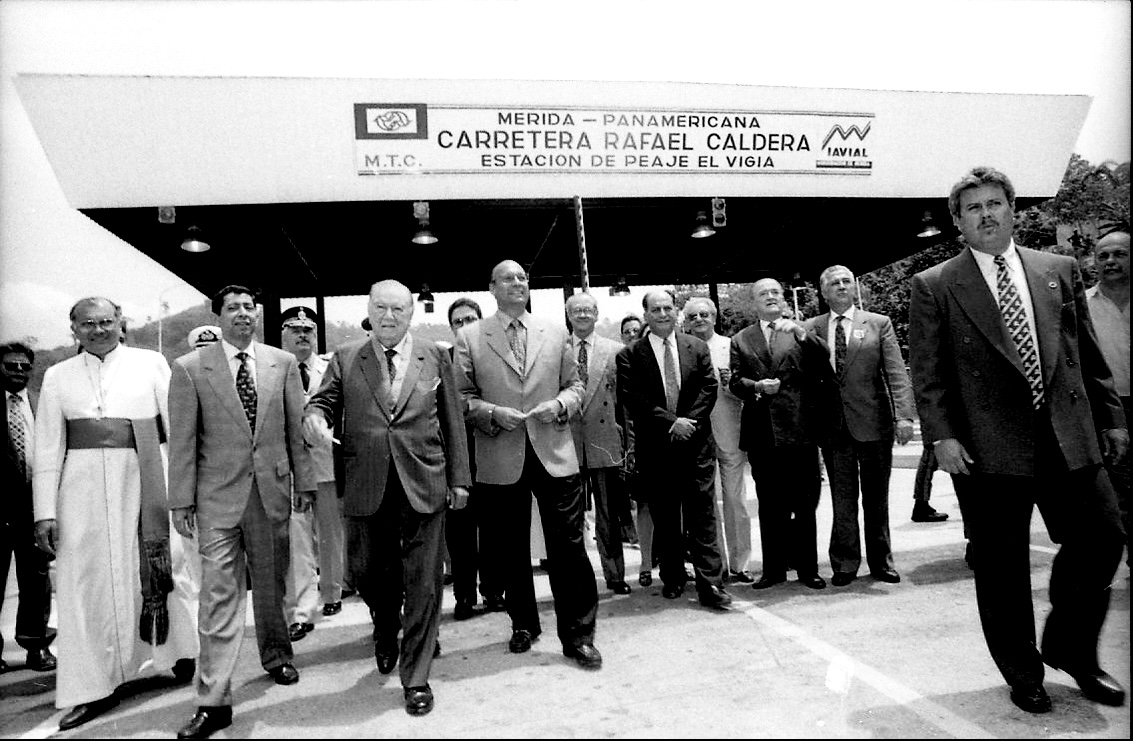
El entonces arzobispo Porras (primero del lado izquierdo), en la inauguración supercarretera Mérida-El Vigía, octubre de 1997.

- Representante del Episcopado Venezolano en el Congreso Eucarístico Internacional de Sevilla (junio de 1993).
- Miembro de número de la Academia de Mérida (1993). Vocal (1994-1995).
- Profesor invitado del ITEPAL, Bogotá (desde 1994).
- Miembro del equipo de reflexión teológica de la revista Medellín (Itepal-Bogotá) (desde 1994).
- Consultor de la Pontificia Comisión para los Bienes Culturales (1995-2000).
- Segundo Vicepresidente de la Academia de Mérida (1995-2000).
- Presidente del Departamento de Laicos -DELAI- del CELAM (1995-1999).
- Presidente de la Comisión Coordinadora de la segunda Visita Papal a Venezuela (1995-1996).
- Miembro de la Comisión Presidencial del nacimiento de Mario Briceño Iragorry (1996-1997).

- Representante del Episcopado Venezolano en el VII Sínodo Ordinario de Obispos sobre la vocación y misión de los laicos en la Iglesia y en el mundo (Roma, octubre de 1987).
- Primer Vicepresidente de la Sociedad Bolivariana, Seccional Mérida (1986-1992). Vocal (1997-1999).
- Miembro de la Pontificia Comisión para los Bienes Culturales de la Iglesia (1997-2007).
- Miembro por elección para el Sínodo de América (Roma, noviembre-diciembre de 1997).
- Miembro del Consejo Postsinodal del Sínodo especial de América (Roma, desde diciembre de 1997).
- Presidente de la Comisión Presidencial del Sesquicentenario del nacimiento de Jesús Manuel Jáuregui (1998-1999).
- Primer Vocal de ASOCEM -Asociación de Cronistas del Estado Mérida- (1998-2000).

El 2 de marzo de 1998, fue nombrado administrador apostólico sede vacante de San Cristóbal. Mantuvo este cargo hasta el 8 de junio de 1999.
- Vicepresidente de ANCOV -Asociación Nacional de Cronistas Oficiales de Venezuela- (1999-2003).
- Presidente de la CEV (1999-2006).[5]
- Presidente del Departamento de Comunicación del CELAM (2003-2007).
- Presidente de las Comisiones Episcopales de Comunicación Social y Cultura de la CEV (2006-2009).
- Primer Vicepresidente del CELAM (2007-2011).[5]
- Presidente de Cáritas de Venezuela, en la actualidad.

En 2019, presentó su renuncia como lo establece el Código de Derecho Canónico. El 31 de enero de 2023, el papa Francisco le aceptó su renuncia, como arzobispo de Mérida, siendo sucedido por su arzobispo coadjutor.

### Arzobispo de Caracas

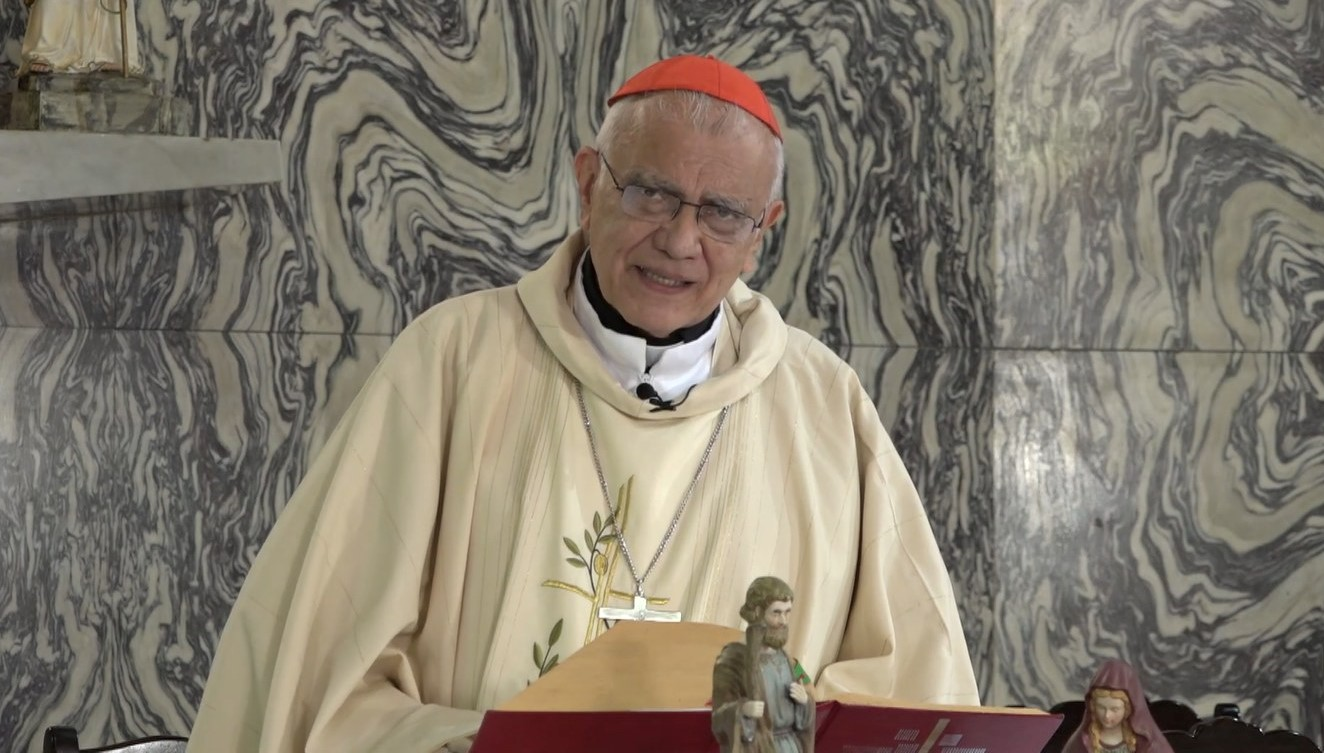
El cardenal Porras en 2021.

El 9 de julio de 2018, el papa Francisco lo nombró administrador apostólico sede vacante et ad nutum Sanctae Sedis de Caracas.
- Canciller de la Universidad Católica Santa Rosa, desde julio de 2018.
- Canciller de la Universidad Católica Andrés Bello, desde julio de 2018.

El 17 de enero de 2023, el papa Francisco lo nombró Arzobispo de Caracas. Tomó posesión canónica el 28 del mismo mes, durante una ceremonia en la Catedral de Caracas.
En 2024 fue electo por unanimidad como miembro de la Academia Nacional de la Historia de Venezuela para ocupar el sillón del historiador Guillermo Morón, fallecido en 2021.
En 2023, presentó su renuncia como lo establece el Código de Derecho Canónico. El 28 de junio de 2024, el papa Francisco le aceptó su renuncia como arzobispo de Caracas, nombrando a su sucesor al mismo tiempo. Ejerció de administrador apostólico sede vacante hasta el 24 de agosto de 2024.

## Cardenalato

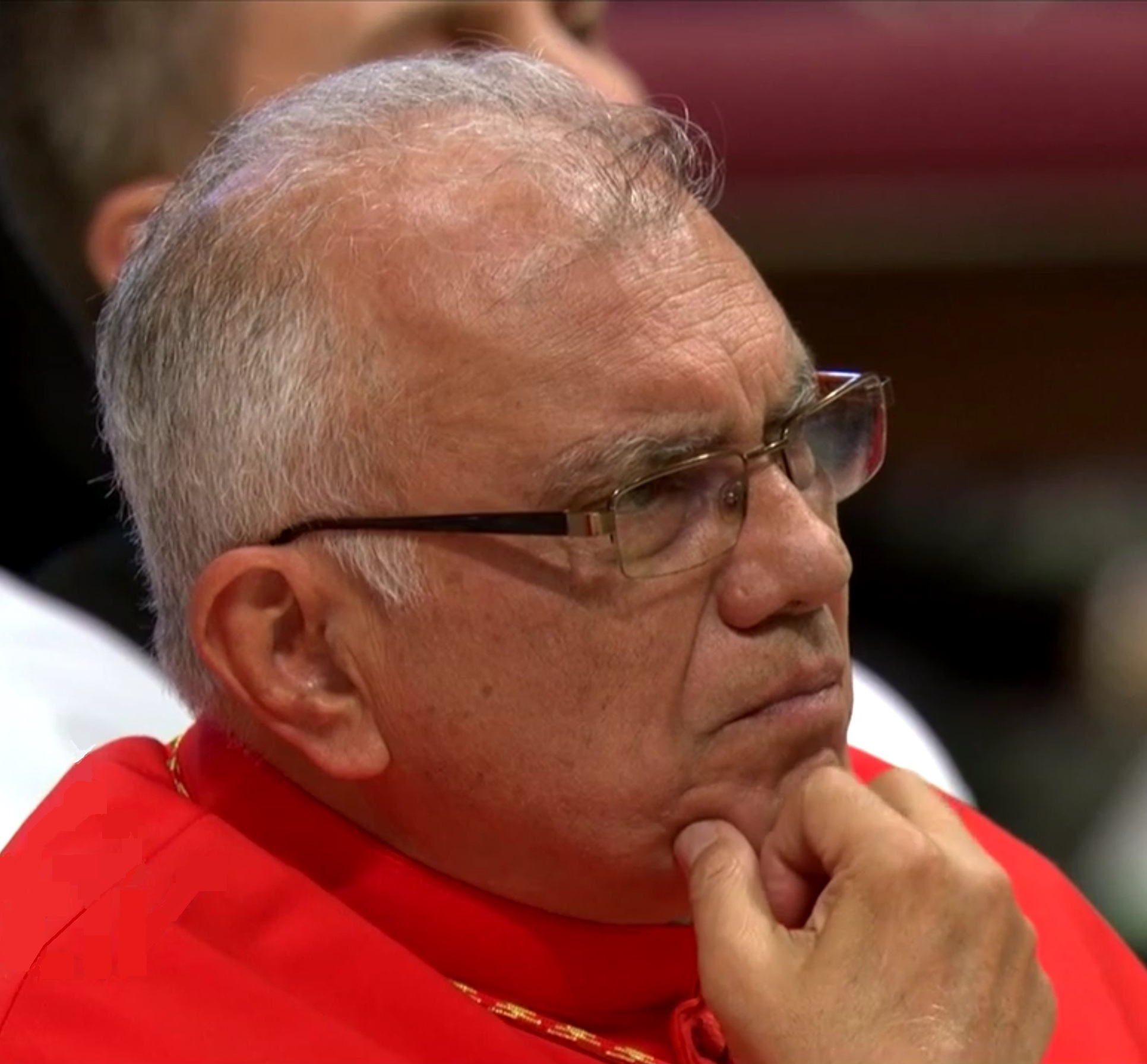
Porras, en 2016 durante el consistorio que lo crearon cardenal.

El 9 de octubre de 2016, durante el Ángelus del papa Francisco, se hizo público que sería creado cardenal. Fue creado cardenal por el papa Francisco durante el consistorio del 19 de noviembre del mismo año, con el titulus de Cardenal presbítero de Santos Juan Evangelista y Petronio.
El 14 de enero de 2017 fue nombrado miembro de la Pontificia Comisión para América Latina. El 23 de diciembre del mismo año, fue nombrado miembro del Dicasterio para los Laicos, la Familia y la Vida.
El 13 de julio de 2019, fue nombrado miembro de la Congregación para el Clero. El 27 de agosto del mismo año, fue nombrado miembro del Pontificio Consejo de la Cultura ad quinquennium. El 7 de septiembre siguiente, fue nombrado uno de los tres presidentes delegados de la Asamblea Especial del Sínodo para la Amazonia.
El 20 de diciembre de 2021 fue confirmado como miembro de la Pontificia Comisión para América Latina  usque ad octogesimum annum aetatis.
El 11 de octubre de 2022 fue confirmado como miembro del Dicasterio para los Laicos, la Familia y la Vida usque ad octogesimum annum aetatis.
El 24 de agosto de 2024, fue nombrado legado pontificio a la celebración del LIII Congreso Eucarístico Internacional, que tendrá lugar en Quito (Ecuador), programada del 8 al 15 de septiembre siguiente.

## Relación con la política
Baltazar Porras ha sido crítico del gobierno del presidente venezolano Hugo Chávez, lo que le ha traído como consecuencia agresiones verbales por parte de Chávez y ataques de sus seguidores.  Porras acompañó a Chávez en su temporal salida del poder, durante el golpe de Estado de 2002.[cita requerida]
El 10 de diciembre de 2010, el diario español El País publicó el extracto de un cable de la embajada estadounidense en Caracas filtrado por WikiLeaks. El cable, fechado en el 2005, trata de una presunta reunión en la que Baltazar Porras habría sugerido al gobierno de Estados Unidos hablar más claro en contra de Hugo Chávez. También Porras habría dicho que los europeos han sido débiles con Chávez, especialmente después de la partida de José María Aznar del gobierno español.
En un diálogo telefónico hecho el 15 de diciembre para la agencia de noticias católica ACI Prensa, Baltazar Porras calificó de “guion cinematográfico de ciencia ficción” la información dada por Wikileaks sobre él. Además, acusó a la Agencia Venezolana de Noticias de divulgar el cable en forma tendenciosa y con calificativos en contra de los obispos venezolanos.

## Condecoraciones

### Nacionales
- Orden de Andrés Bello en su Primera Clase (1983).
- Orden Francisco de Miranda en su Segunda Clase, Caracas (1988).
- Orden Francisco de Miranda en su Primera Clase (1991).
- Orden al Mérito en el Trabajo en su Primera Clase (1992).
- Condecoración Cruz de Tránsito Terrestre en su Primera Clase (1993).
- Socio Correspondiente por el Estado Mérida de la Academia Nacional de la Historia (2000).
- Orden Relicario de Oro en su Primera clase (2023).[31]

## Escudos de armas
|           |
| Arzobispo |

|          |
| Cardenal |

## Publicaciones

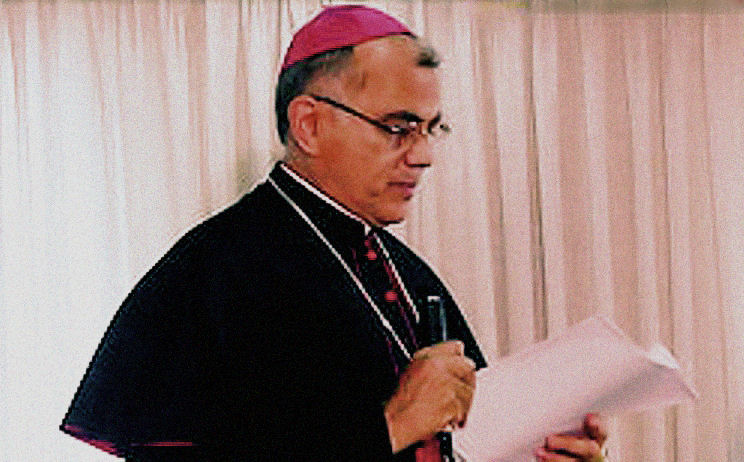
El arzobispo Porras en 2009.

- Porras, B. (1966). El diálogo, realidad salvífica y existencial. Salamanca.
- Porras, B. (1977).  Escrito en Madrid. Diagnóstico teológico-pastoral de la Venezuela contemporánea desde la  documentación episcopal venezolana y desde la teología latinoamericana. (Publicada como: Los Obispos y los  Problemas de Venezuela). Caracas (publicado el 1978).
- Porras, B. (1988). Iglesia y Universidad. Mérida: Universidad Los Andes.
- Porras, B. (1998).  Catalá, J. A., ed. De Monseñor Salvador Montes de Oca, Obispo de Valencia a Fray Bernardo María, Mártir. Caracas: El Centauro Ediciones.
- Porras, B. (2000). Iglesia y Universidad. Caracas.